# گوارنیا
گوارنیا (به اسپانیایی: Guareña) یک شهرستان در اسپانیا است که در استان باداخس واقع شده‌است.

## خصوصیات
گوارنیا ۲۸۳٫۳ کیلومترمربع مساحت و ۷٬۲۸۹ نفر جمعیت دارد و ۲۸۵ متر بالاتر از سطح دریا واقع شده‌است.